# Cercobrachys minutus
Espèce
Cercobrachys minutus (anciennement Brachycercus minutus) est une espèce d'insectes éphéméroptères  d'Europe, de la famille des Caenidae.